# Gentiane de printemps
Espèce
Classification phylogénétique
Gentiana verna
La Gentiane printanière est une espèce de petites plantes herbacées de la famille des Gentianacées aux pétales de couleur bleu foncé, apparaissant de la fin du printemps au début de l'été.
Gentiana verna, de son nom scientifique, est également appelée la Gentiane de printemps, la Gentiane céleste, le Bouquet de Notre-Dame ou la Fleur de la foudre : en effet, plusieurs croyances orbitent autour de cette plante.
Elle est le symbole de la commune française d'Orelle (en Savoie) et de la foudre.

## Étymologie
Selon Pline l'Ancien, « Gentiana  » provient du nom grec du roi d’Illyrie « Gentius » (ou « Genthios ») , qui régna dans la région de l’Albanie actuelle et qui aurait découvert les propriétés de cette plante. L'étymologie de « verna », qui signifie « le printemps », provient justement de la première saison de l'année, car la plante est une des premières à fleurir,. 

## Description

### Caractéristiques végétatives
La Gentiane de printemps pousse comme une plante herbacée persistante et atteint généralement une hauteur de seulement quelques centimètres, seulement dans des circonstances particulièrement favorables, jusqu’à 15 centimètres. La tige est courte et anguleuse ; elle pousse verticalement,.
Les limbes foliaires sont elliptiquement lancéolés. Parmi les une à trois paires de feuilles opposées en croix, la plus haute se trouve juste en dessous du calice. Avec une longueur d’environ 30 millimètres, les feuilles de base formant des rosettes à un ou trois nerfs sont nettement plus grandes que les feuilles de la tige,,.

### Caractéristiques génératives
Les fleurs hermaphrodites sont symétriques avec une double enveloppe florale. Le calice à ailes étroites et denté sur les bords est de taille inférieure à celle du tube de la corolle. La corolle est en forme d’assiette avec un diamètre de 20 à 30 millimètres et les cinq pétales bleu azur sont ronds. Un petit appendice pointu en deux parties avec un trait blanc est placé entre les pointes de la corolle,.

La période de floraison se situe entre mars et août et la Gentiane printanière fleurit souvent une deuxième fois en automne.

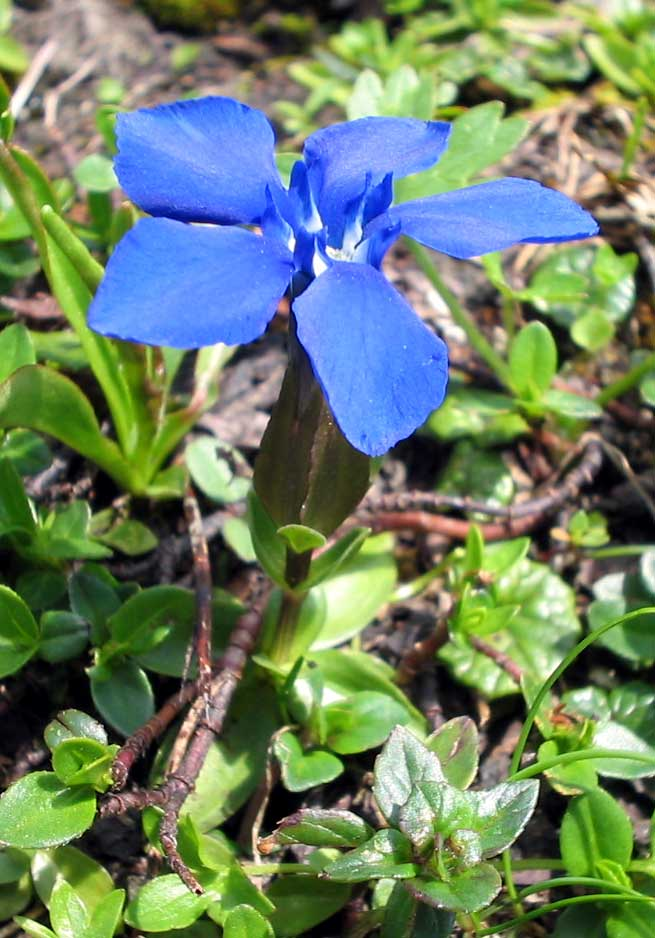
Port de la plante.
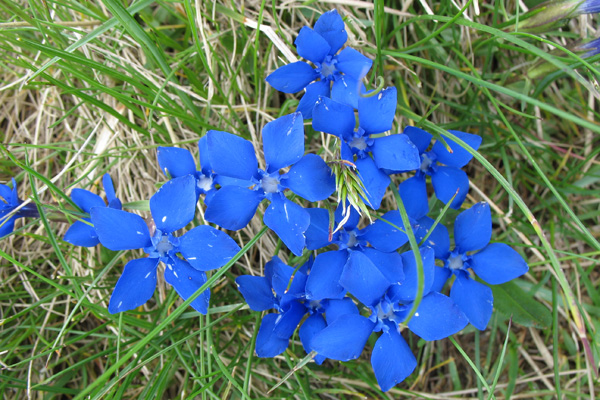
Touffe de la plante.
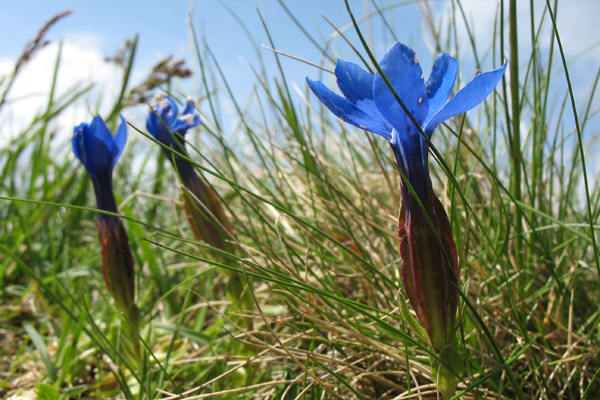
Détail de la fleur à partir du collet.

## Distribution
Gentiana verna est l'une des gentianes les plus répandues. On la trouve sur les alpages ensoleillés de toute l'Eurasie, de l'Irlande à la Russie. Elle est commune en Europe centrale et du Sud, en moyenne montagne, comme dans le Jura et les Balkans, jusqu'à une altitude de 2 600 m et dans les régions montagneuses allant du haut-Atlas du Maroc, les montagnes de Turquie, d'Irak et d'Iran,.
Elle a tendance à prospérer sur les prairies sèches à sol calcaire ou siliceux. Sa rareté dans certains pays européens a entraîné sa protection comme espèce menacée.

## Symbolisme et croyances

### Taxons français
Gentiana verna possède quelques taxons légèrement distincts (listés du plus au moins courant) :
- Gentiane printanière ;
- Gentiane de printemps ;
- Gentiane céleste ;
- Bouquet de Notre-Dame ;
- Étoile céleste ;
- Fleur-de-foudre ;
- Gentiane dentée ;
- Œil-de-chat[14].

### Symbole communal
La Gentiane printanière est le symbole et l'emblème de la commune et station de ski d'Orelle, en Savoie. Elle est présente sur son logo. De plus, des résidences dans le village portent le nom de cette plante, et la Gentiane printanière a donné son nom à une des pistes du domaine skiables de la commune,,.

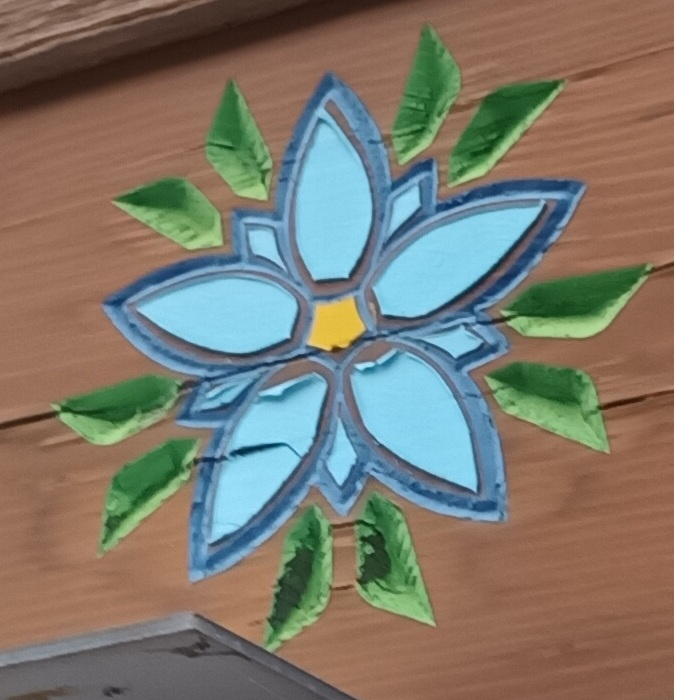
Gravure de gentiane printanière à Orelle.
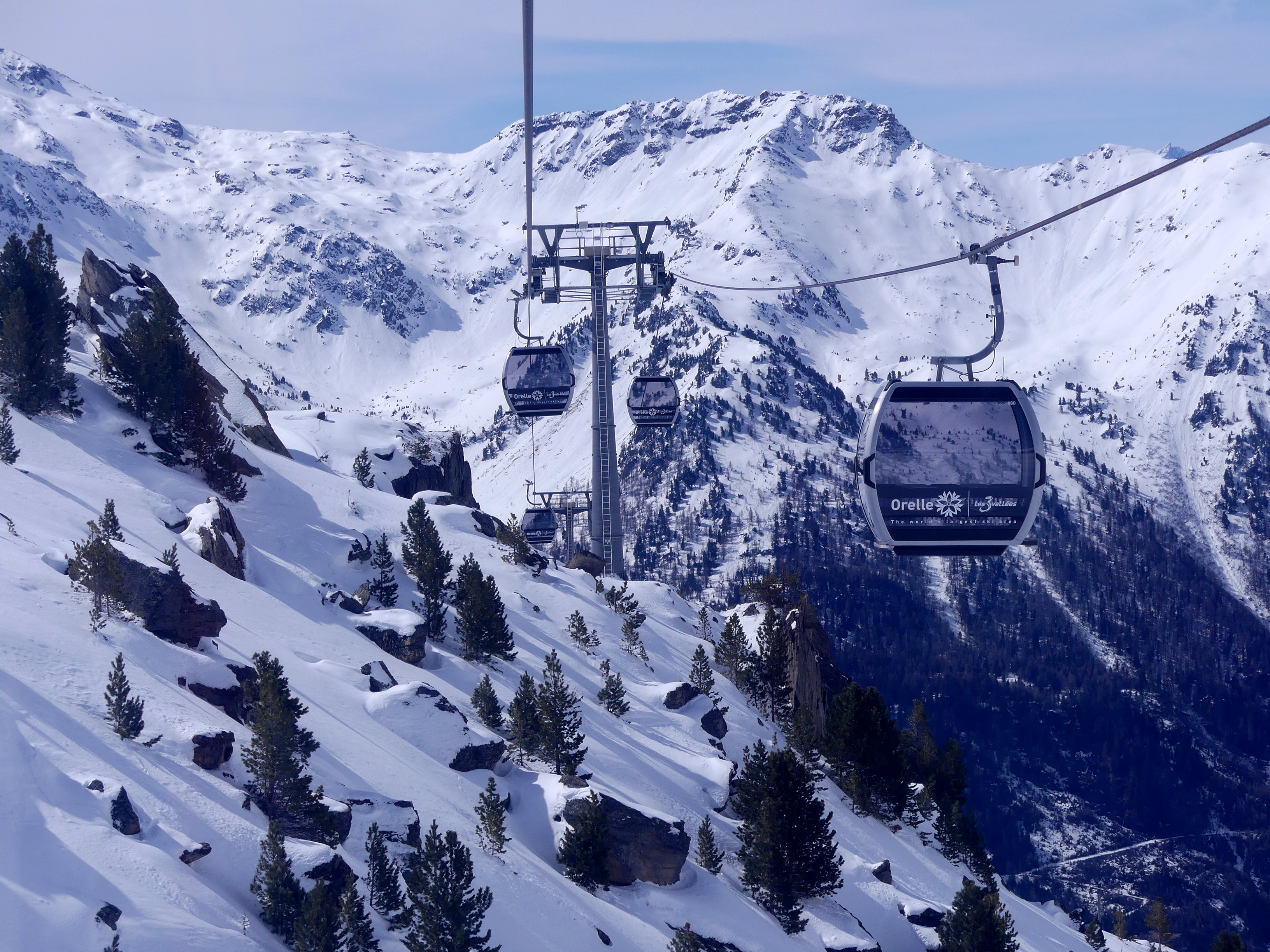
Logo d'Orelle contenant la Gentiane printanière sur les cabines de la Télécabine d'Orelle[15].
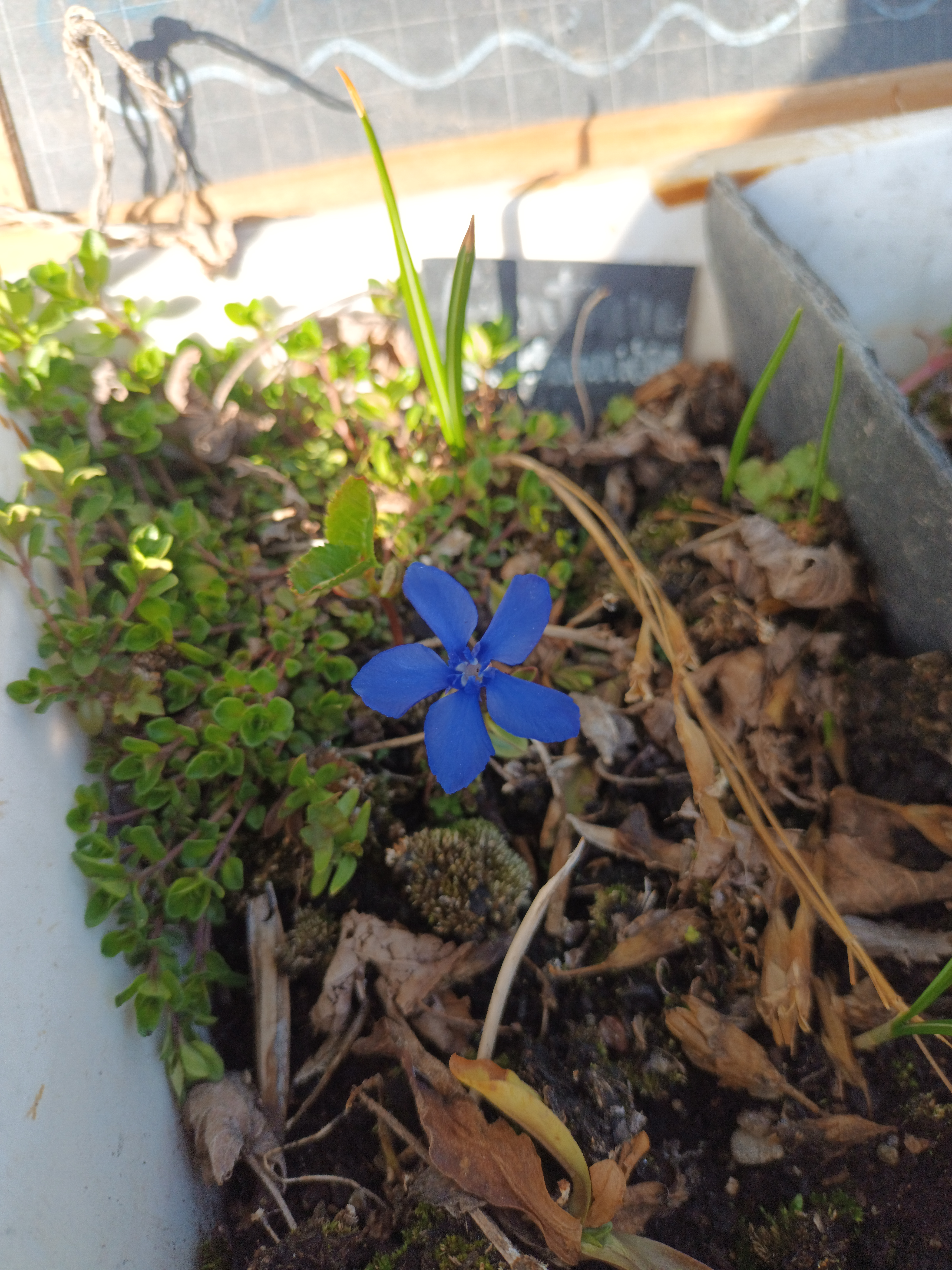
Gentiane printanière à Orelle.
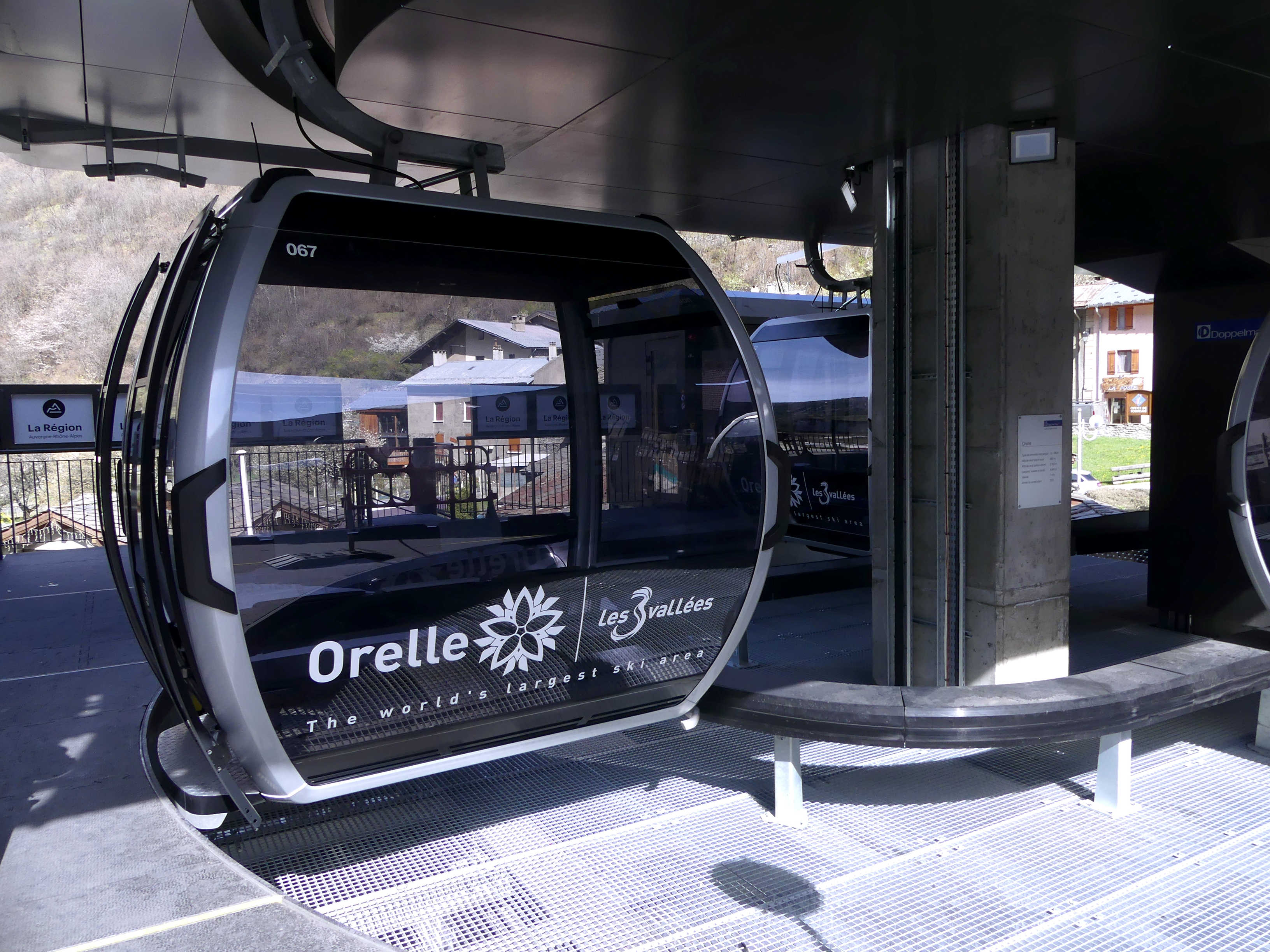
Gentiane printanière accompagnant le logo d'Orelle[15] sur une cabine de la station.

### Superstitions associées
Des superstitions sont associées à la Gentiane de printemps : ainsi, cueillir une Gentiane printanière pour la mettre dans une maison porterait malchance car l'homme qui a fait cela risquerait d'être frappé par la foudre.

## Écologie
Ses fleurs attirent les papillons, les abeilles, les bourdons et tous les autres insectes pollinisateurs. Aussi, les chenilles consomment volontiers ses feuilles, mais plus particulièrement ses pétales bleus.
Les fourmis sont, par ailleurs, responsables de la propagation de ses graines, avec souvent l'appui du vent ou des rongeurs,.

## Sous-espèces en France
En France, il existe des sous-espèces qui découlent de l'espèce de la Gentiane printanière. Voici les deux principales sous-espèces de Gentiana verna :
- Gentiana verna subsp. delphinensis (Beauverd) H.Kunze, 1971 syn. Gentiana delphinensis Beauverd, 1934 ;
- Gentiana verna subsp. verna L., 1753[22].

## Liens externes

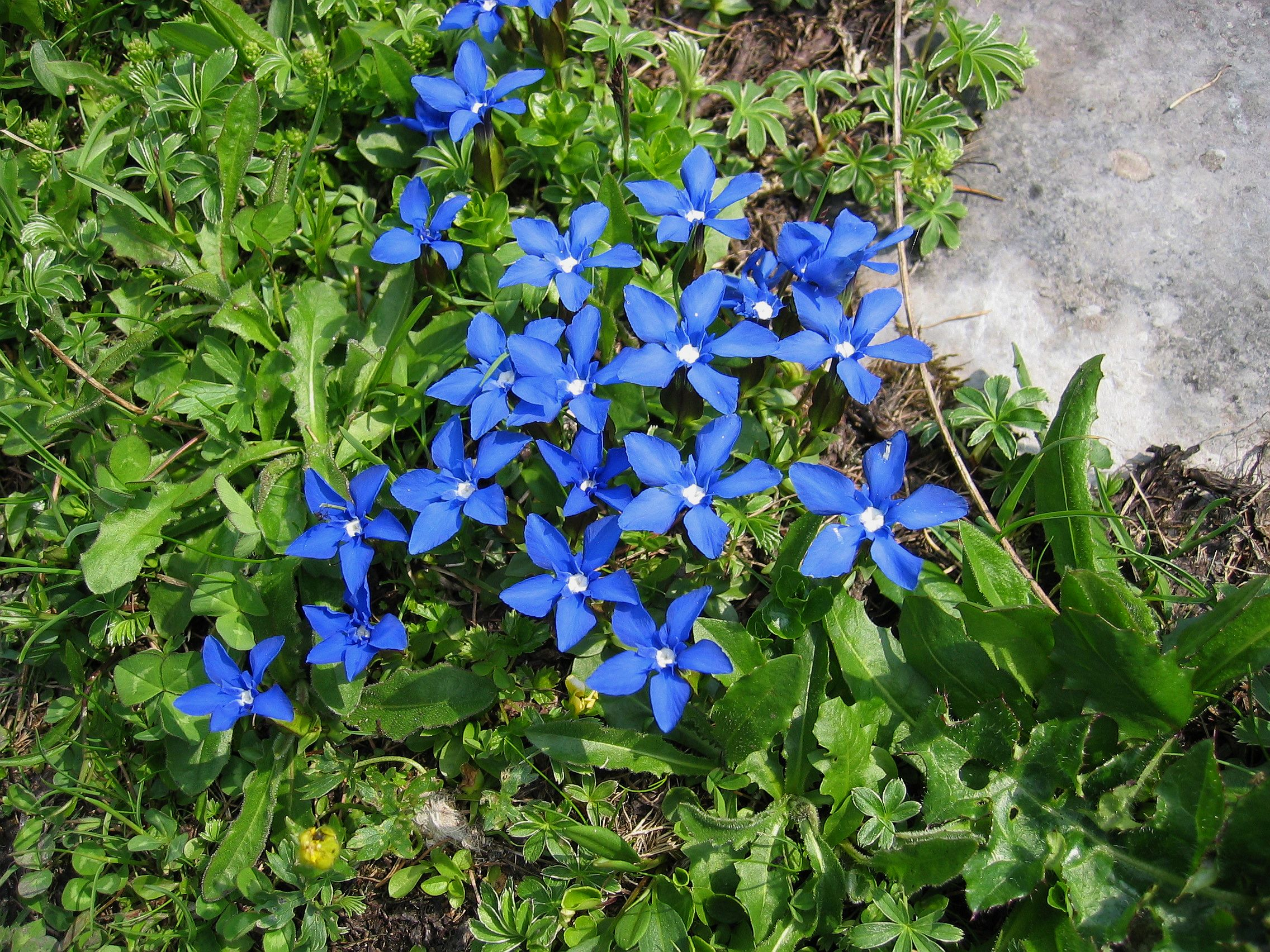
Une touffe de Gentiane printanière avec plusieurs de ses fleurs.